# David Alton
David Patrick Paul Alton, barone Alton di Liverpool (Londra, 15 marzo 1951), è un insegnante e politico inglese. In Parlamento ha fatto parte del Partito Liberale che poi è confluito in quello Liberal Democratico. Dal 1997 siede come crossbench nella Camera dei lord essendo stato nominato pari a vita. È noto per il suo lavoro nel campo dei diritti umani. È co-fondatore di Jubilee Action, un'organizzazione benefica per bambini (che ha cambiato nome in Chance for Childhood nel 2014) della quale è presidente. È inoltre patrocinatore o fiduciario di numerose organizzazioni di beneficenza e volontariato.

## Primi anni di vita, formazione e debutto in politica
David Alton è nato a Londra il 15 marzo 1951. Suo padre era un Desert Rat che aveva servito nell'8ª armata e che poi ha lavorato per la Ford Motor Company. Sua madre era una madrelingua irlandese originaria dell'Irlanda occidentale. Ha vissuto i primi anni nell'East End e quindi in un appartamento popolare.
Superato un esame, ha ottenuto una borsa di studio che gli ha permesso di entrare in una nuova grammar school gesuita, la Campion School di Hornchurch, nell'Essex. Ha proseguito gli studi al Christ's College of Education di Liverpool. Ha iniziato la sua carriera come insegnante e, nel 1972, è stato eletto con i liberali nel consiglio comunale di Liverpool. Era il più giovane consigliere comunale della Gran Bretagna. Alton è stato eletto nella custodia di Low Hill dal 1972 al 1974 e, dopo il Local Government Act del 1974, è stato eletto per la custodia di Smithdown dove è rimasto fino al 1980. Ha fatto parte anche del consiglio della contea di Merseyside per la divisione Smithdown dal 1974 al 1977 ed è stato presidente del comitato immobiliare. È stato vicedirettore del consiglio comunale di Liverpool dal 1975 al 1978.

## Carriera politica
Nel 1979 è stato eletto membro del Parlamento per Liverpool Edge Hill in occasione di un'elezione suppletiva. All'epoca era il "Baby of the House", il parlamentare più giovane. Nella sua circoscrizione è riuscito a far crescere il suo partito del 36,8% e ha ottenuto il 64% dei voti. Ha preso possesso del suo seggio il giorno dopo che il governo Callaghan è stato sconfitto in un voto di fiducia e la successiva convocazione delle elezioni generali del 1979. È stato il parlamentare in carica per meno tempo dato che il suo primo mandato è durato una settimana. Ha fatto il suo discorso da Maiden, a tre ore dal suo seggio. Cinque settimane dopo è stato rieletto e ha ricoperto il ruolo di deputato per Liverpool per 18 anni. Era l'unico nuovo membro del Parlamento del suo partito che contava in quella legislatura undici deputati. Ha promosso lo slogan "Tutti sanno che qualcuno è stato aiutato da David Alton".

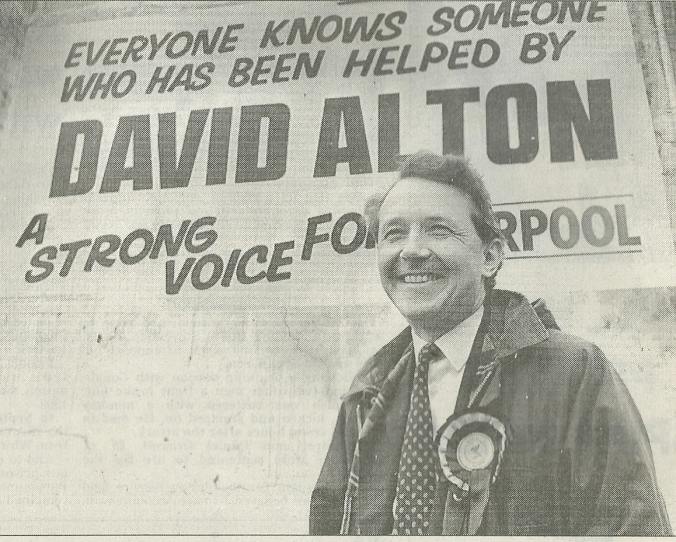
David Alton davanti al suo manifesto elettorale nel 1979.

Quando il collegio elettorale di Edge Hill è stato abolito per le elezioni generali del 1983, è stato eletto per rappresentare il nuovo collegio elettorale di Liverpool Mossley Hill.
Dal 1979 al 1988 ha prestato servizio in varie occasioni come portavoce delle commissioni ambiente, affari interni, Irlanda del Nord e capo whip. È noto per le sue opinioni fortemente pro-life sul tema dell'aborto e nel 1987 si è dimesso da capo whip dopo il fallimento di un suo private member's bill che mirava a fermare gli aborti tardivi. Nel 1988 il suo partito si è fuso con quello Social Democratico per formare quello dei Liberal Democratici. Alton ha avuto rapporti difficili con gli schieramenti del partito, in particolare per i tentativi di alcuni di portarlo a posizioni pro-choice sull'aborto. Nel 1992, ha annunciato che non si sarebbe più schierato come liberal-democratico dopo che il partito aveva approvato una politica che riteneva avesse impegnato il partito a sostenere l'aborto per la prima volta nella sua storia. Tuttavia, ritirò la decisione, dopo che una mozione approvata nella primavera del 1993 dichiarava che il partito non aveva alcuna posizione sulla questione sostanziale dell'aborto.
Si è dimesso da deputato in occasione elezioni generali del 1997. Il 18 aprile 1997 è stato nominato barone Alton di Liverpool, di Mossley Hill nella contea di Merseyside. Questa è stata una scelta personale di John Major per i Dissoluzione Honors concessi in quell'anno. Nella Camera dei lord siede come crossbencher.
Lord Alton è presidente del British-DPRK All-Party Parliamentary Group e ha visitato Pyongyang nell'ottobre del 2010. Ha avuto colloqui con i leader del governo nordcoreano tra cui Choe Thae Bok, presidente dell'Assemblea popolare suprema.

## Professore di cittadinanza
Nel 1997 Alton è stato nominato professore di cittadinanza all'Università di Liverpool John Moores dove ha istituito la Foundation for Citizenship and the Roscoe Lectures. Le serie di conferenze esplorano la cittadinanza e sono state tenute da commentatori notevoli tra i quali vi sono il dalai lama Tenzin Gyatso e il principe Carlo.

## Diritti umani
Nel 1987 Alton ha istituito il gruppo di pressione per i diritti umani Jubilee Campaign con l'appoggio di altri membri del parlamento. Ha anche co-fondato Jubilee Action, un'associazione benefica per bambini creata per soddisfare i bisogni umanitari evidenziati dal lavoro della Jubilee Campaign. Nel 2014 Jubilee Action ha cambiato il suo nome in Chance for Childhood.
Lord Alton ha condotto una campagna contro lo Human Fertilization and Embryology Act del 2008, opponendosi alla creazione e all'uso di cellule staminali ibride umane di origine animale per scopi medici.
Nel 2008 ha parlato contro la British Olympic Association quando ha costretto gli atleti a firmare un accordo che proibiva loro di criticare la situazione sui diritti umani in Cina prima o durante le Olimpiadi del 2008.
È patrono dell'International Young Leaders Network e di Save the Congo !, un piccolo gruppo per i diritti internazionali fondato dall'attivista congolese Vava Tampa per porre fine alla crisi politica che continua a provocare guerre, conflitti e violenze che hanno ucciso oltre 5,4 milioni di persone in Congo.

## Vita personale
Lord Alton è sposato, ha quattro figli e due nipoti e detiene la cittadinanza britannica e quella irlandese. Risiede nel Lancashire ed è cattolico.

## Opere
Lord Alton ha pubblicato diversi titoli di saggistica:
- What Kind of Country? Marshall Pickering 1987
- Whose choice anyway? Marshal Pickering 1988
- Faith in Britain Hodder & Stoughton 1991
- Signs of Contradiction Hodder & Stoughton 1996
- Life After Death Christian Democrat Press 1997
- Citizen Virtues Harper Collins 1999
- Citizen 21 Harper Collins 2001
- Pilgrim Ways St Pauls Publishing 2001
- Passion and Pain (con Michele Lombardo) and accompanying DVD of TV series 2003
- Euthanasia: Getting To The Heart of The Matter (con Martin Foley) 2005
- Abortion: Getting To The Heart of The Matter (con Martin Foley) 2005
- Building Bridges: Is there Hope for North Korea? (con Rob Chidley) Lion 2013